# Transpersonale Verhaltenstherapie
Transpersonale Verhaltenstherapie ist eine Form der Psychotherapie, die Verhaltenstherapie mit transpersonalen Therapieansätzen verbindet, und somit um philosophische, religiöse und spirituelle Aspekte erweitert.

## Geschichte
Die verschiedenen Entwicklungsstufen der Verhaltenstherapie waren seit den frühen 1950er Jahren bis in die 1970er Jahre vor allem lerntheoretisch begründet und pragmatisch orientiert. Nach der Integration kognitiver Aspekte seit den 1960er Jahren gab es ab den 1990er Jahren auch Bestrebungen humanistische, existenzialistische oder transpersonale Aspekte zu integrieren. Manche sprechen daher auch von einer „dritten Welle“ in der Verhaltenstherapie, um sie von der kognitiven Verhaltenstherapie als „zweite Welle“ abzuheben. Neben der Transpersonalen Verhaltenstherapie gehören dazu bspw. auch die  Achtsamkeitsbasierte Kognitive Therapie, die Dialektisch-Behaviorale Therapie, die Schematherapie und die Akzeptanz- und Commitmenttherapie.

## Charakteristik
Während die achtsamkeitsbasierten Ansätze der Verhaltenstherapie den Modellen des Behaviorismus und Neobehaviorismus verpflichtet blieben (Bedingungs- und Verhaltensanalyse), indem sie das Konzept „Achtsamkeit“ als eine „trainierbare Kompetenz der Aufmerksamkeit und Selbstregulation“ in die bestehenden Modelle einfügt, legt transpersonal ausgerichtete Verhaltenstherapie Wert auf die Befreiung des Bewusstseins von der Vorherrschaft behavioristischer Modelle um das ganze Potenzial bzw. Spektrum des Bewusstseins für die Schritte der Selbstbeobachtung, Selbsterkenntnis, Verhaltensanalyse und Verhaltensmodifikation nutzbar zu machen. So schreibt Wilfried Belschner im Vorwort des Buches Transpersonale Verhaltenstherapie: „Es blieb noch ein ‚Rest‘, um eine Lücke im Theoriegebäude der Verhaltenstherapie zu schließen. Die mit der kognitiven Wende verknüpften Annahmen zum Menschenbild setzen ja voraus, dass die Menschen ‚auch‘ Bewusstsein haben sollten. Zu der Setzung der kognitiven Wende ‚Es gibt Kognition‘ ist somit noch die Setzung ‚Es gibt Bewusstsein‘ hinzuzufügen, um ein hinreichend vollständiges Menschenbild erreichen zu können. Eine solche Setzung ermöglicht die nun anstehende ‚transpersonale Wende‘ der Verhaltenstherapie.“
Basierend auf einer Studie zum meditativen Erleben und zur Tiefendimension des Bewusstseins in der Meditation, in der er fünf Bereiche von Meditationstiefe empirisch gewinnen konnte, entwickelte Harald Piron ein Phasenmodell, in dem sich die Prozesse des Erlebens und Verhaltens während der Verhaltensmodifikation – von der Stagnation bis zur Transformation – abbilden lassen. Entsprechend lassen sich meditationsbasierte Übungen und verhaltenstherapeutische Aufgaben je nach Diagnose und Therapiezieldefinition diesem Phasenmodell entsprechend planen und durchführen. 
In jeder Phase verändert sich die Bedingungs- und Verhaltensanalyse. Situationsdeterminismus wird bspw. in der evokativen Phase durch Selbsttranszendenz abgelöst, störungsrelevante Philosophien durch reine Präsenz, Identifikation durch Integration und konditionierte Reaktionen durch Resonanz. Herzstück der transpersonalen Verhaltensanalyse nach Piron ist die Analyse des Prinzips der doppelten Identifikation und ihr schrittweiser Abbau durch den Einsatz meditativer Techniken. Die doppelte Identifikation besteht nach dem SPIRIT-Modell aus folgenden Komponenten: S steht für die auslösende Situation, P für Philosophien (in Bezug auf die Situation), I für die Identifikation mit der Philosophie bzw. dem Philosophie-System, R für die Reaktion (motorisch, gedanklich, emotional und physiologisch), das zweite I für die Identifikation mit ebendieser Reaktion und folglich kommt es zu T, dem Transformationsstau. Letzterer besteht aus der Symptomatik einer Stagnation, die letztlich den krankheitswertigen Leidensdruck beinhaltet.
Indikationsbereiche der Transpersonalen Verhaltenstherapie bilden vor allem Krisen mit neurotischem und/oder spirituellem Charakter.